# اردوگاه آوارگان عراقی (سردشت)
اردوگاه آوارگان عراقی، روستایی است از توابع بخش وزینه و در شهرستان سردشت استان آذربایجان غربی ایران.

## جمعیت
این روستا در دهستان ملکاری قرار داشته و بر اساس سرشماری سال ۱۳۸۵ جمعیت آن ۱۲۷ نفر (۲۵ خانوار)
بوده‌است.